# Stenolophus peregrinus
Stenolophus peregrinus är en skalbaggsart som beskrevs av Thomas Casey. Stenolophus peregrinus ingår i släktet Stenolophus och familjen jordlöpare. Inga underarter finns listade i Catalogue of Life.